# Комет (спомагателен крайцер)
Вижте пояснителната страница за други значения на Комет.
Комет (на немски: Komet, HSK-7) е спомагателен крайцер на Немския флот от времето на Втората световна война. Това е преустроения търговски кораб „Eмс“ (на немски: Ems), в германския флот е познат като „Шиф-45“ (на немски: Schiff 45), в Кралския флот получава обозначението „Рейдер „B““. В лятото на 1940 г., под различни имена, при съдействието на СССР преминава през Северния морски път от Северно море в Беринговия пролив и нататък в Тихия океан. В периода 1940 – 1941 г. води бойни действия по морските комуникации на съюзниците в Тихия океан, в района на Австралия и Океания. Тонажът на потопените и пленени от него съдове е 42 хил. брт.

## История на построяването
Корабът е построен в Бремен на стапелите на фирмата „Дешимаг“ (на немски: DeSchiMAG – Deutsche Schiff-und Maschinenbau Aktiengesellschaft) за Norddeutscher Lloyd Един кораб от серия сухогрузи (четири еднотипни съда – „Драу“, „Айдер“, „Илер“ и „Мюр“, и два полу-близнака, „Саар“ и „Мемел“). След началото на войната е предаден на Кригсмарине, където е преоборудван на спомагателен крайцер от фирмата Howaldtswerke в Хамбург и влиза в състава на немския флот на 2 юни 1940 г. под името „Комет“.
Най-малкият, сред себеподобните му кораби, „Комет“, освен мощното артилерийско и минно-торпедно въоръжение, има на борда си бързоходен катер, предназначен за торпедни атаки и поставяне на мини, както и хидросамолети.

### Технически параметри
- Размери: дължина: 115,4 m; ширина: 15,3 m; газене: 6,5 m
- Водоизместимост: 7500 t (3297 брт)
- Тонаж: 3297 брт
- Една палуба, 4 товарни люка
- Силова установка: 2 × 6-цилиндрови двухтактови дизела MAN (3900 к.с.)
- Максимална скорост: 16 възела
- Запас гориво: 2485 t
- Далечина на плаване: 35 100 мили при 9 въз.
- Автономност на плаването: 236 дни

### Въоръжение
- 6 × 150-mm С/16 L/45 (боекомплект 1500 снаряда)
- 1 × 75-mm Schneider-Creusot L/35
- зенитни сдвоени 2 × 37-mm С/30 L/83 (боезапас 4000 броя)
- зенитни автоматични оръдия 4 × 20-mm С/30 L/65 (боезапас 8000 броя)
- 30 мини EMC
- 2 сдвоени палубни и 2 подводни (траверсни) торпедни апарата 533-mm[~ 3] (боезапас 24 торпеда)
- малък катер „Метеорит“ (тип LS2)
- 2 самолета Ar.196A-1

Екипаж – 267 души (вкл. 17 офицера).

## Бойни действия

### Първи поход

#### Излизане в открито море
Под командването на капитан цур зе Роберт Ейсен корабът, във вечерта на 3 юли 1940 г., напуска Готенхафен и съпроводен от охрана се насочва през Датския пролив надолу по крайбрежието на Норвегия на север. На 6 юли пристига в Кристиансан, където се дозарежда с гориво, прясна вода и изчаква отбоя на тревогата, вдигната от появата, западно на Скагеррак, на британски военни кораби.

#### Преход по Северния морски път
Съветското ръководство се съгласява за превеждането на крайцера след дълги преговори с германската страна. Независимо от подписания по-рано пакт Рибентроп-Молотов (1939 г.) и конфиденциалното Германо-съветско търговско съглашение (1939 г.), съветското ръководство желае да съхранява видим неутралитет и за това операцията е секретна. В началото е достигната договореност за превеждането на 26 съда, включително четири спомагателни крайцера, обаче по-късно, вследствие на различни трудности, е решено да премине само един съд. Това е „Комет“.

Замаскиран (още в Кристиансан) като съветския ледоразбивач „Семён Дежнёв“, корабът преминава нос Нордкап и достига района северно от остров Колгуев. Там, запълвайки времето с бойната подготовка на екипажа и хидрографски изследвания, известно време чака пристигането на съветските съдове, които да го съпровождат през пътя (неутралният тогава Съветски съюз се съгласява тайно да помогне на „Комет“ в преминаването до северното крайбрежие на Русия по Северния морски път. Сключена е търговска сделка за 950 хил. марки (около $300 000), които после Германия изплаща с доставка на промишлено оборудване. Превеждането на „Комет“ е включено в плана на навигацията за 1940 г. В съветската историография фактът за широкото техническо съдействие, оказано от Съветския съюз на „Комет“ се отрича.).
Заради сложности, поради метереологичната обстановка, срещата със съветските ледоразбивачи няколко пъти се отлага. Накрая, на 13 август радиограма от Берлин съобщава, че ледоразбивачът „Ленин“ ще ги чака в пролива Маточкин Шар. На следващия ден, когато установяват, че на мястото на срещата няма никой, Ейсен без лоцман влиза в пролива и установява, че „Ленин“ с керван съдове е заминал вече преди седмица. Капитанът взима на борда двама съветски лоцмана, „Комет“ (вече като търговския съд „Донау“) продолжава пътя си по Карско море, но скоро се връща, защото ледоразбивачът е далеч, а плаването в тези води без него е опасно.
На 19 август е получено разрешение да продължат нататък, но едва на 25-и се срещат с „Ленин“, който ги превежда през море Лаптеви, където предава „Комет“ на ледоразбивача „Йосиф Сталин“. Преминаването през заледените участъци е трудно, на свободна вода „Комет“ продължава пътя си до пролива на Санников самостоятелно. Тук го очаква ледоразбивачът „Малыгин“, но заради ниската му скорост Ейсен на свой страх и риск се отказва от услугите му. Преминавайки през Мечите острови той е посрещнат от ледоразбивача „Лазар Каганович“ и продолжава пътя си по Източносибирско море в негово съпровождение. Нататък движението на изток е в условия на тежко заледяване. В нощта на 1 септември на „Комет“ се поврежда рулевото управление, но със собствени сили повредата е отстранена.
Когато съдовете излизат в чисти води, в района на остров Айон, е приета радиограма от началника на Главсевморпут (Главно управление на северния морски път) Иван Дмитриевич Папанин с искане немския кораб да се върне обратно, под предлог, че в района на Беринговия пролив се появили враждебни на Германия кораби. Ейсен отказва да се подчини и в края на краищата разрешението да продължи на изток е получено. „Комет“ продължава останалия път сам и в началото на септември преминава Беринговия пролив. По време на кратката им спирка в необитаемия залив Анадир плаващият дотогава под японски флаг „Комет“ отново се замаскира на съветския „Дежнёв“ и на 10 септември 1940 г. влиза в Тихия океан.
Това е единственият случай на преминаване на кораб на Кригсмарине през Северния морски път. Получените от рейдера данни по-късно са използвани от немските крайцери и подводници по време на бойните действия в Арктика.

#### В Тихия океан
Насочвайки се към зададения му район, „Комет“ преживява силна буря и на 30 септември 1940 г. достига Каролинските острови. След два дни, при кацане, се разбива неговият хидроплан, което съществено намалява неговите възможности.
Около остров Ламотрек, Кригсмарине определя на „Комет“ рандеву с друг спомагателен крайцер – „Орион“. На 14 октомври около острова крайцерът среща снабдителния съд „Кулмерланд“, на 18 октомври към тях се присъединява „Орион“ с транспорта „Регенсбург“. На съвещание на капитаните са планирани съвместните действия в течение на следващия месец.
На 29 октомври „Комет“ (маскиран като японския параход „Манийо Мару“), „Орион“ (като „Майебашу Мару“) и „Кулмерланд“ (като „Токио Мару“) като разузнавателен съд вземат курс в района на остров Науру, разчитайки там да намерят подходящи цели и да разрушат фосфатните разработки на самия остров. Първата, за досегашния поход, потенциална жертва – американският кораб „Таун Елууд“ е пуснат, тъй като Америка все още пази неутралитет и на борда му няма военни товари. Следващата цел, новозеландският параход „Холмвуд“ е потопен с артилерия, като предварително е свален екипажа. След два дена се появява нова цел, британският пътническо-хладилен кораб „Ренгитин“. Съдът отказва да спре, предава в ефира предупреждение и в съответствие с указанията на Кригсмарине, е потопен с оръдеен огън. Срещнатият по пътя към Науру съд – австралийският параход с товар фосфати „Трейона“ е спрян, екипажът е свален, а съдът е потопен с торпедо.
На престой в Науру са открити още три съда: норвежкият транспорт „Уини“, новозеландският „Тристар“, австралийските „Комата“ и „Трюайдек“, те също са потопени, екипажите им предварително са свалени от борда. На 8 декември съединението германски кораби е готово да обстреля пристанището на Науру, но времето не го позволява. Корабите се оттеглят към остров Емирау и оставят там пленниците. Оттогава пътищата на корабите се разминават: „Комет“ тръгва към Рабаул, „Орион“, заради необходим му малък ремонт потегля към Ламотрек, а „Кулмерланд“, изпълнил задачите си – към Япония.
Изчезването на потопените от немците съдове не остава незабелязана, в териториалните води на Австралия и Нова Зеландия е обявено военно положение, започва патрулиране на морските комуникации.

#### Обстрел на Науру
Ейсен след време се връща на идеята да унищожи промишлените и пристанищни съоръжения на Науру, акция в духа на немските рейдери от времената на Първата световна война. Достигайки острова, на 27 декември 1940 г., изпраща свои представители, за да предупреди властите на острова и да избегне възможните жертви, като едновременно с това ги заплаши с физическо унищожение и пресече всеки опит на местните радисти да подадат сигнали. Администрацията на Науру приема тези условия.
„Комет“ в течение на час от всичките си оръдия обстрелва острова: складове, хранилища за гориво, промишлени обекти. Обстрелът води до големи разрушения и пожари. Доставките на фосфати за няколко месеца са прекратени.
Нападението на Науру има голям международен резонанс, в т.ч. и в Япония – тя също зависи от ценната суровина, от която задълго е лишена заради тази акция. Правителството на Япония заявява, че тези действия на германския рейдер поставят под въпрос обслужването на немските съдове в японските бази. Като следствие, Ейсен получава формално мъмрене от ръководството на Кригсмарине. Малко преди това, на 1 януари 1941 г., той е произведен в контраадмирал.
Отчитайки активизацията на действията на флотите на съюзниците в този район, е решено да се предислоцират в Индийския океан.

#### Индийски океан
на 1 януари 1941 г. „Комет“ тръгва на запад. Преходът минава през морето на Рос, на границата на Антарктида, в надеждата да срещнат китобойни съдове на противника, но срещат само японски такива.
На остров Кергелен намират големи запаси продоволствия, изоставени заради войната; те попълват запасите на „Комет“. По време на спирането е направен и преглед на корпуса на кораба. На 11 март корабът се насочва за среща с „Пингвин“, който също е в Индийския океан, заедно със снабдителния съд „Алстериор“ и своя спомагателен съд „Адютант“. След това шест седмици патрулира източната част на океана, но така и не среща нито един съд на противника. На 8 май се премества още на изток към комуникациите на Австралия с Коломбо.
След гибелта на „Пингвин“, спомагателният съд „Адютант“ се присъединява към „Комет“, той е оборудван за поставяне на мини и изпратен към Нова Зеландия. След поставяне на мини до Уелингтън, на 1 юли, отново се присъединява към „Комет“, но заради повреда в двигателя скоро е потопен.
В средата на юли „Комет“ попълва запасите си от гориво и продоволствие от снабдителния съд „Анелиз Есбергер“, след което тръгва на изток.

#### Завръщането
На 14 август 1941 г. на път към Чили „Комет“ открива и потопява британския съд „Остралинд“. Три дни по-късно – нидерландския кораб „Кота Нопан“ с ценен товар: каучук, олово и манганова руда. На него е оставен собствен екипаж и двата кораба продължават пътя си към Европа. След два дни е потопен и британският параход „Девън“.
В западната част на Тихия океан „Комет“ среща „Атлантис“ и снабдителния съд „Мюнстерланд“, пътуващ от Йокохама. Попълвайки запасите гориво и продоволствие, „Комет“, маскиран като португалския параход „Тома“, заедно с „Кота Нопан“ минава нос Хорн, след което се разделят по пътя за Европа. На 6 ноември „Комет“ се намира на 180 мили от бягащия „Оденвалд“, чийто екипаж потапя съда си, за да избегне пленяването му от противника.
На 16 ноември 1941 г. във Франция успешно пристига „Кота Нопан“, а на 26 ноември, посрещнат от свои подводници, пристига в Шербур и „Комет“. На 28 ноември с мощен ескорт минава Ла Манш и на 30 ноември 1941 г. вече е в Куксхафен, а след това пристига в Хамбург. Екипажът е тържествено посрещнат в Берлин в присътствието на нацисткото ръководство.
Завършвайки околосветското си пътешествие, „Комет“ плава 516 дни и оставя зад кърмата си около 87 хил. мили в четири океана.

### Втори поход и гибел
Вторият поход с нов екипаж под командата на капитана цур зе Улрих Брокзин започва през есента на 1942 г.
Само седмица след тръгването от Хамбург „Комет“, независимо от силната охрана, е атакуван от британските торпедни катери в Ла Манш, до нос Хог, срещу Шербур. Две торпеда, изстреляни от катера MTB 236, уцелват кораба, след което детонират боеприпасите му; съдът се разцепва на две и потъва. Загиват 251 души, няма спасени.

### Резултати
Потопени и пленени съдове, съвместно с „Орион“:
| Дата            | Име на кораба | Тип               | Принадлежност  | Тонаж, брт | Товар   | Съдба                      |
| --------------- | ------------- | ----------------- | -------------- | ---------- | ------- | -------------------------- |
| 25 ноември 1940 | Holmwood      | товарен кораб     | Нова Зеландия  | 546        |         | потопен с артилерия        |
| 27 ноември 1940 | Rangitane     | пътнически лайнер | Великобритания | 16 712     |         | потопен с артилерия        |
| 6 декември 1940 | Triona        | товарен кораб     | Австралия      | 4413       | фосфати | миниран, взривен и потопен |
| 7 декември 1940 | Vinni         | товарен кораб     | Норвегия       | 5181       |         | миниран, взривен и потопен |
| 7 декември 1940 | Komata        | товарен кораб     | Австралия      | 3900       |         | миниран, взривен и потопен |
| 8 декември 1940 | Triadic       | товарен кораб     | Австралия      | 6378       |         | миниран, взривен и потопен |
| 8 декември 1940 | Triaster      | товарен кораб     | Нова Зеландия  | 6032       |         | миниран, взривен и потопен |

Самостоятелно:
| Дата           | Име        | Тип           | Принадлежност  | Тонаж, брт | Товар                 | Съдба                        |
| -------------- | ---------- | ------------- | -------------- | ---------- | --------------------- | ---------------------------- |
| 14 август 1941 | Australind | товарен кораб | Великобритания | 5020       |                       | потопен с артилерия          |
| 17 август 1941 | Kota Nopan | товарен кораб | Нидерландия    | 7322       | каучук, манган, олово | пленен, изпратен във Франция |
| 19 август 1941 | Devon      | товарен кораб | Великобритания | 9036       |                       | миниран, взривен и потопен   |

Тонажът на потопените и пленени от „Комет“ съдове съставя около 42 хил. брт (тонажът на потопените и пленени съвместно с „Орион“ съдове е разделен между тях).

## Съвременни изследвания
На 4 юли 2006 г., останките на рейдера „Комет“ са намерени от изследователя Инес Маккартни (на английски: Innes McCartney) в Ла Манш на дълбочина 70 метра.Установено е, че в резултат на взрив корабът се разцепва на две и се преобръща.

## Коментари
1. ↑  От на немски: Handels-Stör-Kreuzer, което означава спомагателен крайцер номер 10.
2. ↑  „Шиф-45“ (нем. „Schiff 45“) – в превод от немски език означава „Плавателен съд № 45“.
3. ↑  Според други данни „Комет“ има 10 торпедни апарата (Ф. Руге. Война на море, 1939 – 1945.   168 с.).
4. ↑  Капитан цур зе (на немски: Kapitän zur See) – съответства на званието капитан 1-ви ранг.
5. ↑  Ейсен впоследствие твърди, че заради тези му действия никой от жителите на острова не е пострадал.
6. ↑  „Оденвалд“ се връща в Германия с товар каучук и е спрян от американския крайцер „Омаха“ по „подозрения в търговия с роби“ (Ф. Руге. Война на море, 1939 – 1945.   221 с.) (САЩ тогава са неутрална държава и трябва да задържат немския кораб до пристигането на британските военни кораби на всяка цена, под какъвто и да е предлог). Вероятно, това е единственият подобен случай в новата история.
7. ↑  Принадлежността на посочените в таблицата съдове може да е различна според различните източници
8. ↑  Тонажът на посочените в таблицата съдове може да е различен според други източници.